# Leucophenga albiceps
Leucophenga albiceps är en tvåvingeart som först beskrevs av Johannes Cornelis Hendrik de Meijere 1914.  Leucophenga albiceps ingår i släktet Leucophenga och familjen daggflugor.